# Eozubovskya
Eozubovskya is een geslacht van rechtvleugeligen uit de familie Dericorythidae. De wetenschappelijke naam van dit geslacht is voor het eerst geldig gepubliceerd in 2009 door Li & Yin.

## Soorten
Het geslacht Eozubovskya omvat de volgende soorten:
- Eozubovskya banatica Kis, 1965
- Eozubovskya koreana Mishchenko, 1952
- Eozubovskya longifurcula Jin, Yu & Xu, 2011
- Eozubovskya mistshenkoi Storozhenko, 1980
- Eozubovskya planicaudata Zhang & Jin, 1985
- Eozubovskya weishanensis Zheng, Zhang & Ren, 1995